# اندرو ایموس
اندرو ایموس (به انگلیسی: Andrew Amos) (زادهٔ ۲۰ سپتامبر ۱۸۶۳ - درگذشته 	۲ اکتبر ۱۹۳۱) بازیکن فوتبال اهل کشور انگلستان و عضو تیم ملی فوتبال انگلستان است. وی در تاریخ ۲۱ مارس ۱۸۸۵ نخستین بازی ملی خود را در مقابل تیم ملی فوتبال اسکاتلند انجام داد و با حضور در ۲ بازی ملی، در تاریخ ۲۹ مارس ۱۸۹۶ واپسین بازی ملی‌اش را در برابر تیم ملی فوتبال ولز برگزار کرد.